# Браунау (Тургау)
Браунау (нім. Braunau TG) — громада  в Швейцарії в кантоні Тургау, округ Мюнхвілен.

## Географія
Громада розташована на відстані близько 140 км на північний схід від Берна, 15 км на південний схід від Фрауенфельда.
Браунау має площу 9,2 км², з яких на 5,1% дозволяється будівництво (житлове та будівництво доріг), 69,3% використовуються в сільськогосподарських цілях, 25,1% зайнято лісами, 0,4% не є продуктивними (річки, льодовики або гори).

## Демографія
2019 року в громаді мешкало 815 осіб (+19% порівняно з 2010 роком), іноземців було 9,3%. Густота населення становила 89 осіб/км².
За віковим діапазоном населення розподілялося таким чином: 21,8% — особи молодші 20 років, 64,3% — особи у віці 20—64 років, 13,9% — особи у віці 65 років та старші. Було 319 помешкань (у середньому 2,5 особи в помешканні).
Із загальної кількості 275 працюючих 110 було зайнятих в первинному секторі, 29 — в обробній промисловості, 136 — в галузі послуг.